# Aspergillus japonicus
Aspergillus japonicus är en svampart som beskrevs av Saito 1906. Aspergillus japonicus ingår i släktet Aspergillus och familjen Trichocomaceae. Inga underarter finns listade i Catalogue of Life. Svampen klarar av att bryta ner flera typer av aromatiska föreningar och använda dem som kol- och energikälla.